# Abundio Martín Rodríguez
Abundio Martín Rodríguez (ur. 14 kwietnia 1908 w Villaescusie, zm. 29 września 1936 w Serinyà) – hiszpański duchowny katolicki, członek zakonu Misjonarzy Najświętszego Serca Jezusowego, męczennik, ofiara wojny domowej w Hiszpanii w latach 1936-39, błogosławiony Kościoła katolickiego.

## Życiorys
Urodził się w 1908 roku w miejscowości Villaescusa. Wstąpił do zakonu Misjonarzy Najświętszego Serca Jezusowego, gdzie złożył śluby zakonne. W 1931 roku przyjął święcenia kapłańskie. W czasie wojny domowej w Hiszpanii został zamordowany przez rozstrzelanie 29 września 1936 w Serinyà razem z innymi 6 zakonnikami. 8 lipca 2016 papież Franciszek podpisał dekret o jego męczeństwie. Beatyfikacja jego i innych 6 zakonników-męczenników odbyła się 6 maja 2017.